# 葛西出入口

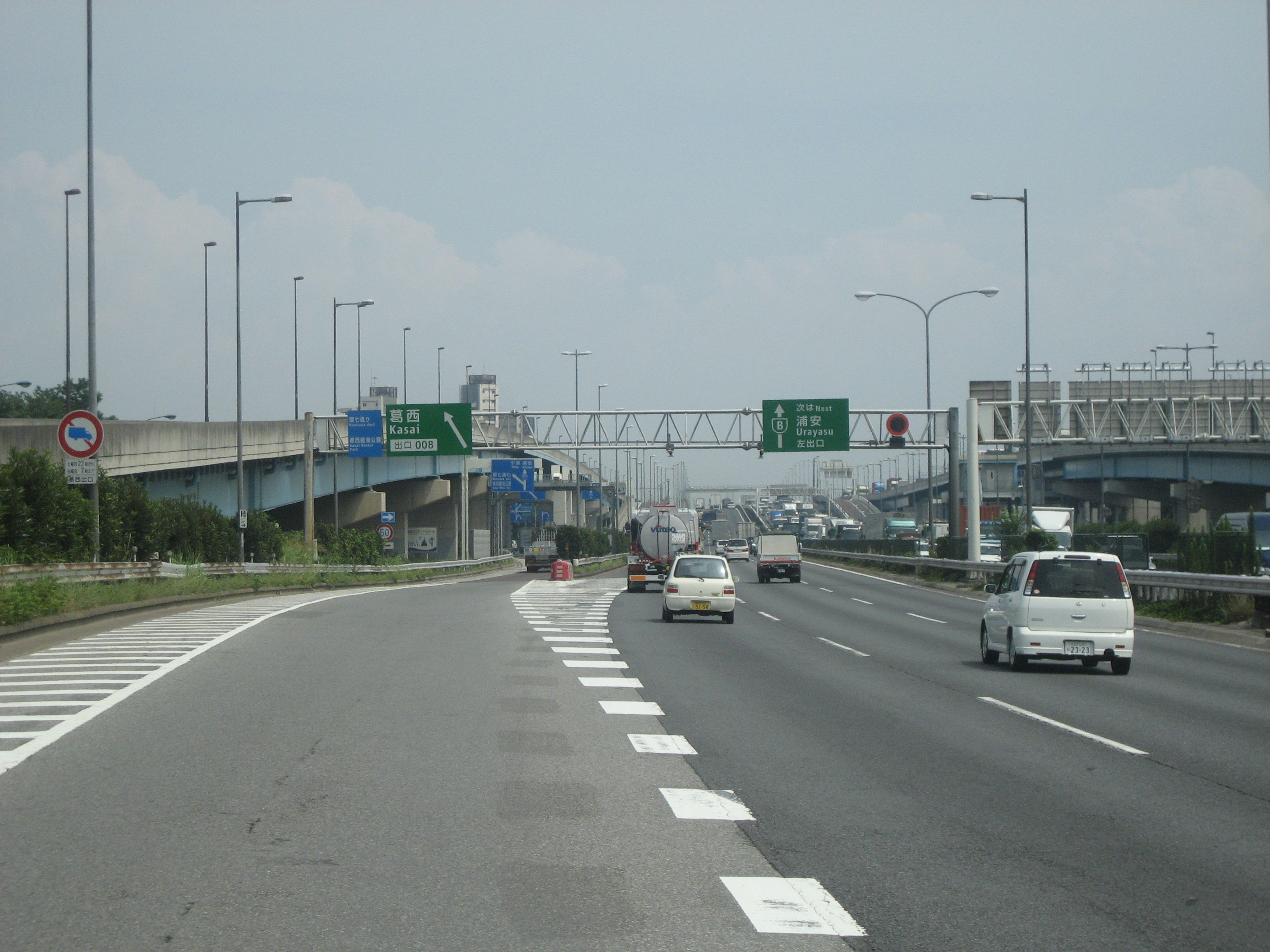
東行き出口付近

葛西出入口（かさいでいりぐち）は、東京都江戸川区にある首都高速道路湾岸線の出入口であり、葛西JCTに併設されている。西行・東行双方の出口・入口とも設置されているフルインターチェンジである。

## 接続する道路
- 国道357号
- 東京都道318号環状七号線（環七通り）

## 周辺
- 葛西臨海公園
- 東京ディズニーリゾート
  - 出口標識には表示されていないが、出てすぐのところに東京ディズニーリゾートへの案内看板がある（東行きのみ）。ただし、特に休日は混雑が発生しやすいため、東京ディズニーリゾート公式サイトでは浦安出入口の利用が推奨されている[1][2]。東行きの葛西JCTと出口との間にも「葛西出口混雑時は浦安出口へ」という案内標識が設置されている。
- 葛西臨海公園駅

## 隣
首都高速湾岸線
(B24,B25)新木場出入口 - 葛西JCT - (B26,B27)葛西出入口 - (B28)舞浜入口